# Jamagne (rzeka)
Jamagne – krótka rzeka we Francji, przepływająca przez teren departamentu Wogezy, o długości 6,9 km. Stanowi lewy dopływ rzeki Vologne.